# Angela Campanella
Angela Campanella, née Mariangelina Campanello à Vibo Valentia (Italie) le 8 août 1955, est une actrice et interprète de roman-photos italienne.

## Biographie
Après avoir interprété des roman-photos et des spots, elle commence à jouer dans des films. Puis, au début des années 1980, elle se retire du cinéma pour se consacrer complètement à sa vie privée.

## Filmographie

### Cinéma
- 1981 : Le Marquis s'amuse : Faustina
- 1982 : Capitaine Malabar dit La Bombe (Bomber) : Lauretta
- 1982 : Apocalisse di un terremoto